# Antonio Garrigós Sánchez
Antonio Garrigós Sánchez (Barcellona, 1961) è un astronomo spagnolo.
Il Minor Planet Center gli accredita la scoperta dell'asteroide 438829 Visena effettuata il 21 gennaio 2009.